# Österreichischer Filmpreis 2019

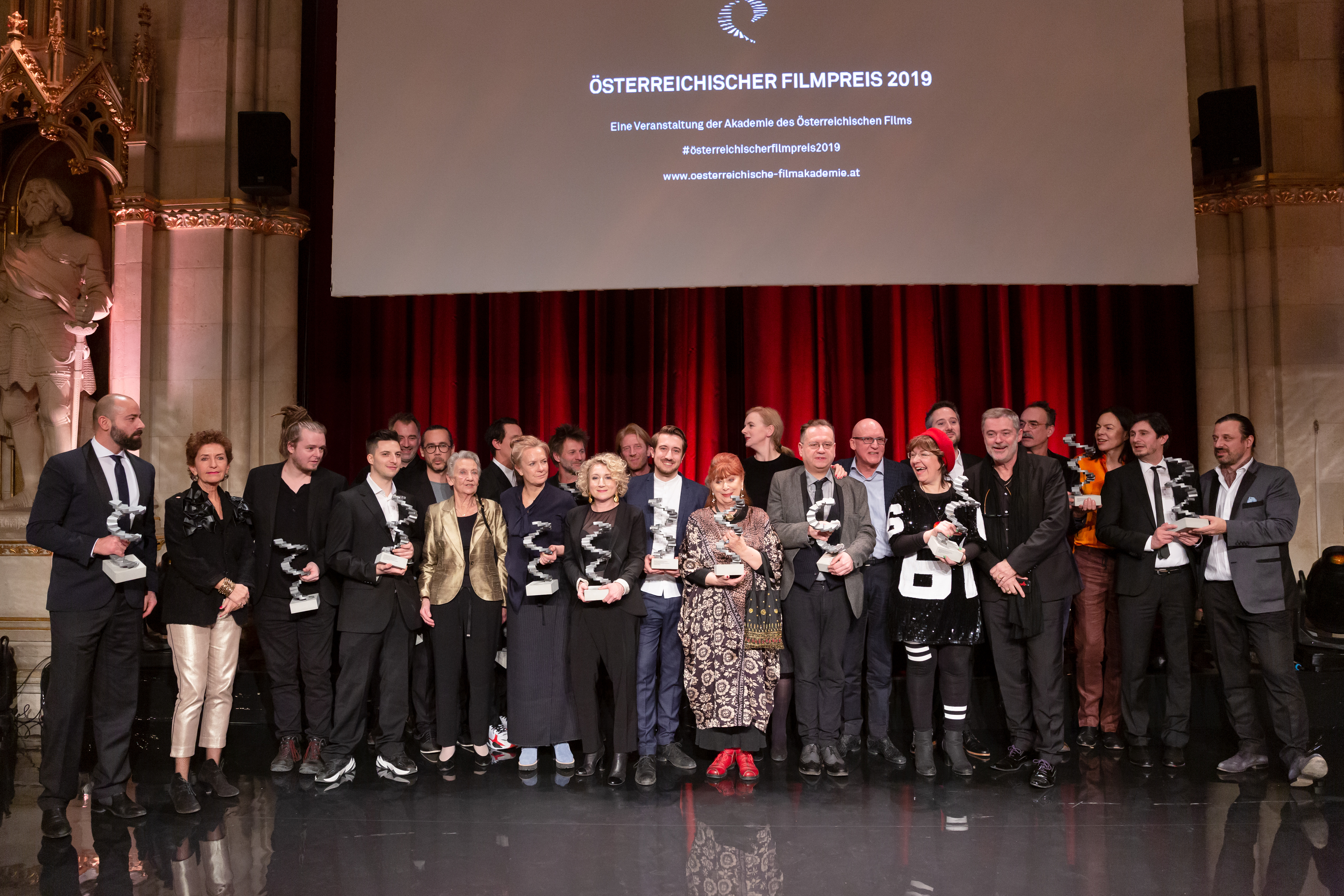
Preisträger des Österreichischen Filmpreises 2019

Die Verleihung der Österreichischen Filmpreise 2019 durch die Akademie des Österreichischen Films fand am 30. Jänner 2019 im Wiener Rathaus statt. Die Nominierungen wurde am 6. Dezember 2018 bekanntgegeben. Die meisten, in insgesamt acht Kategorien, erhielt Murer – Anatomie eines Prozesses von Christian Frosch, gefolgt von Angelo von Markus Schleinzer mit sieben und L’Animale von Katharina Mückstein mit sechs Nominierungen.
Am 24. Jänner 2019 fand der Abend der Nominierten im Rittersaal von Burg Perchtoldsdorf statt. Die Preisverleihung wurde von Caroline Peters und Nicholas Ofczarek in der Regie von Michael Sturminger moderiert. Die Gastrede („Solidarität mit den Schwachen – Die Sprache des Hasses korrumpiert die Gesellschaft“) wurde von Martin Pollack verfasst, aufgrund seiner Erkrankung wurde diese von Peter Simonischek verlesen. Musik kam von Mnozil Brass.
| Film                             | Nominierungen | Auszeichnungen |
| -------------------------------- | ------------- | -------------- |
| Murer – Anatomie eines Prozesses | 8             | 2              |
| Angelo                           | 7             | 3              |
| L’Animale                        | 6             | 1              |
| Cops                             | 5             | 3              |
| Der Trafikant                    | 4             | 0              |
| Die Einsiedler                   | 3             | 2              |
| Life Guidance                    | 3             | 0              |
| Die letzte Party deines Lebens   | 3             | 0              |
| Styx                             | 3             | 3              |
| Erik & Erika                     | 2             | 0              |

## Eingereichte Filme
Filme konnten vom 3. Juli bis zum 31. August 2018 zum Auswahlverfahren angemeldet werden, Teilnahmekriterien der Spiel- und Dokumentarfilme waren ein Kinostart im Zeitraum Oktober 2017 bis November 2018 und der Nachweis einer erheblichen österreichischen kulturellen Prägung. Kurzfilme qualifizierten sich auf Grund von Auszeichnungen und Festivalerfolgen des vergangenen Jahres. Aus den Einreichungen wählen die ordentlichen Mitglieder der Akademie des Österreichischen Films die Nominierungen für Filme und Einzelleistungen in 16 Preiskategorien, die Nominierungen wurden am 6. Dezember 2018 bekanntgegeben. Insgesamt wurden 42 österreichische Langfilme, davon 21 Spiel- und 21 Dokumentarfilme, sowie 14 Kurzfilme eingereicht.

### Spielfilme
1. 3 Tage in Quiberon
2. Angelo
3. Arthur & Claire
4. Ciao Chérie
5. Cops
6. Die Einsiedler
7. Erik & Erika
8. Hexe Lilli rettet Weihnachten
9. Hilfe, ich hab meine Eltern geschrumpft
10. L’Animale
11. Die letzte Party deines Lebens
12. Life Guidance
13. Murer – Anatomie eines Prozesses
14. Styx
15. The Dark
16. Der Trafikant
17. Ugly
18. Womit haben wir das verdient?
19. Die Wunderübung
20. Zauberer
21. Zerschlag mein Herz

### Dokumentarfilme
1. Back to the Fatherland – Regie Katharina Rohrer, Gil Levanon
2. Der Bauer Zu Nathal – Kein Film Über Thomas Bernhard – Regie Matthias Greuling, David Baldinger
3. Die bauliche Maßnahme – Regie Nikolaus Geyrhalter
4. Beyond – An African Surf Documentary – Regie Mario Hainzl
5. Bruder Jakob, schläfst du noch? – Regie Stefan Bohun
6. Glossary of Broken Dreams – Regie Johannes Grenzfurthner
7. Gruss Vom Krampus – Regie Gabriele Neudecker
8. Gwendolyn – Regie Ruth Kaaserer
9. I'm a bad guy – Regie Susanne Freund
10. Late Blossom Blues – Regie Wolfgang Pfoser-Almer, Stefan Wolner
11. Die Legende vom hässlichen König – Regie Hüseyin Tabak
12. Let's keep it – Regie Burgl Czeitschner
13. Mein Stottern – Regie Petra Nickel, Birgit Gohlke
14. Namrud (Troublemaker) – Regie Fernando Romero-Forsthuber
15. Nicht von schlechten Eltern – Regie Antonin Svoboda
16. Die grüne Lüge – Regie Werner Boote
17. Waldheims Walzer – Regie Ruth Beckermann
18. Was uns bindet – Regie Ivette Löcker
19. Weapon of Choice – Regie Fritz Ofner
20. Zeit für Utopien – Regie Kurt Langbein
21. Zu ebener Erde – Regie Birgit Bergmann, Steffi Franz, Oliver Werani

### Kurzfilme
1. 100 Eur – Aleksey Lapin
2. Am Himmel – Magdalena Chmielewska
3. Ars Moriendi oder die Kunst des Lebens – Kristina Schranz
4. Bester Mann – Florian Forsch
5. Entschuldigung, ich suche den Tischtennisraum und meine Freundin – Bernhard Wenger
6. Fragmented – Anne Zwiener
7. Im Schatten der Utopie – Antoinette Zwirchmayr
8. Imperial Valley (Cultivated Run-Off) – Lukas Marxt
9. Kids N Cats – Frizzle Frizz – Patryk Senwicki
10. Operation Jane Walk – Leonhard Müllner, Robin Klengel
11. Patterns of the Conquerors – Sascha Reichstein
12. Der Sieg der Barmherzigkeit – Albert Meisl
13. Virgin Woods / Zalesie – Julia Zborowska
14. When Time Moves Faster – Anna Vasof

## Preisträger und Nominierte

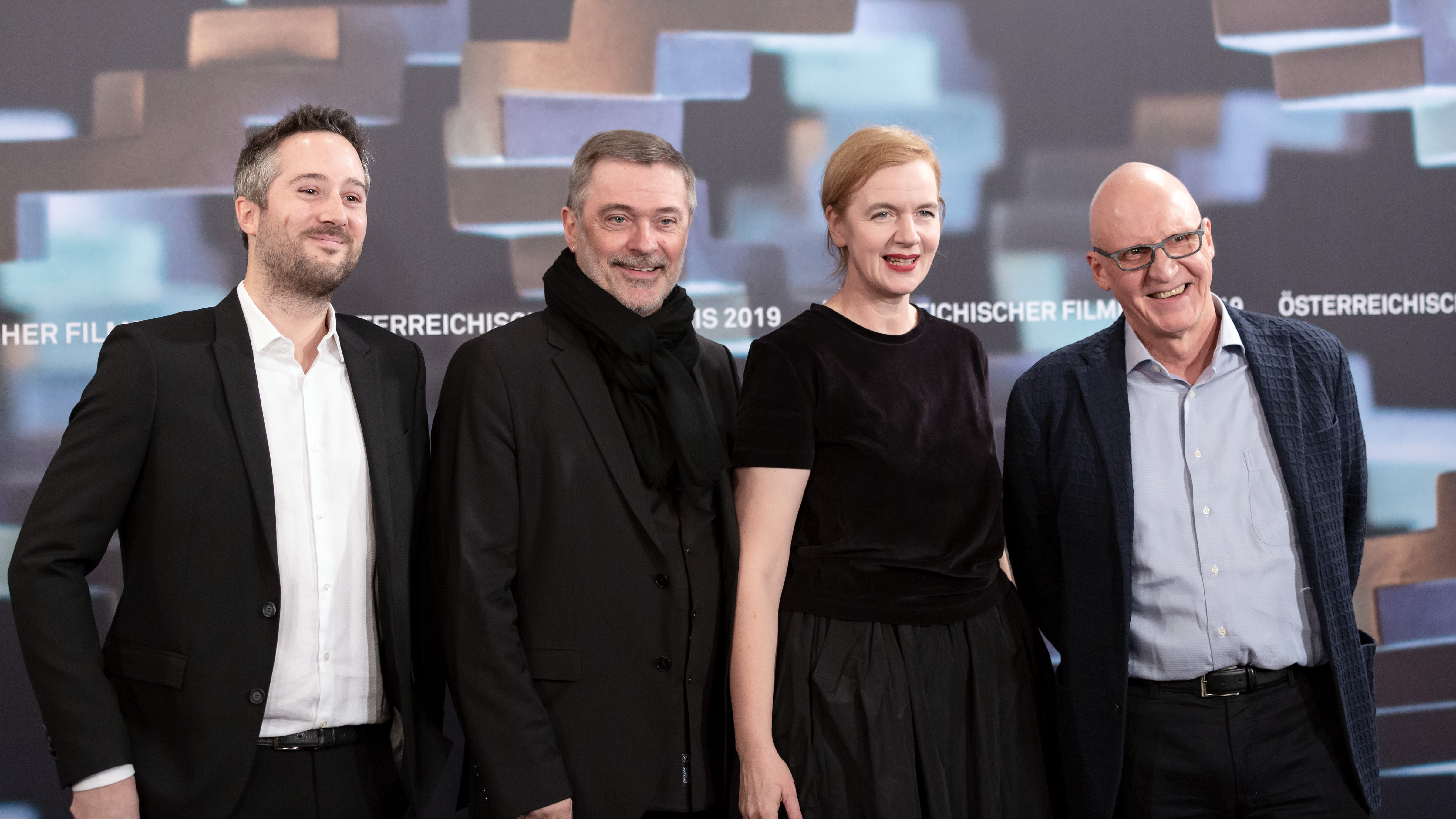
Adrien Chef, Paul Thiltges, Viktoria Salcher, Mathias Forberg – Bester Spielfilm

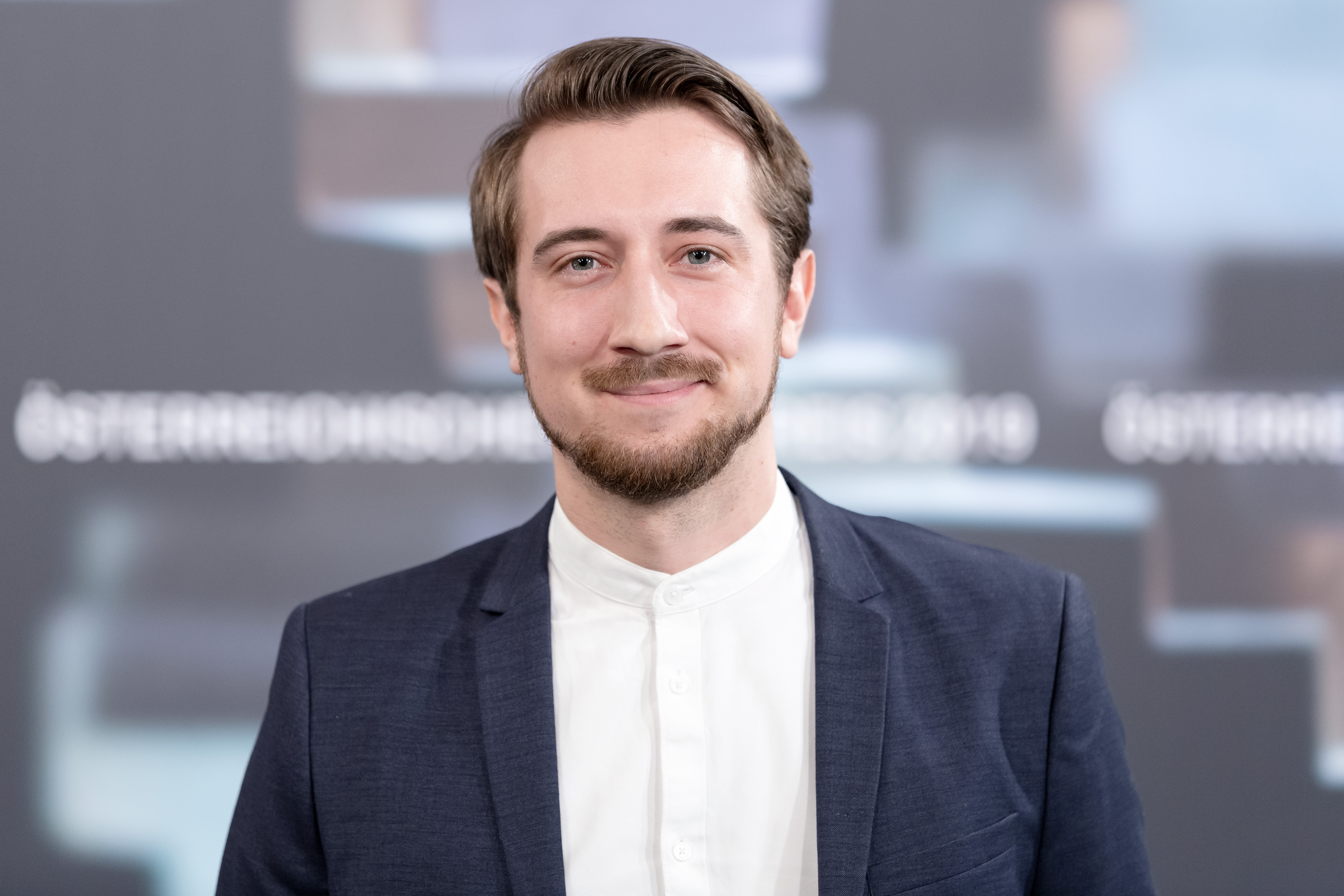
Bernhard Wenger – Bester Kurzfilm

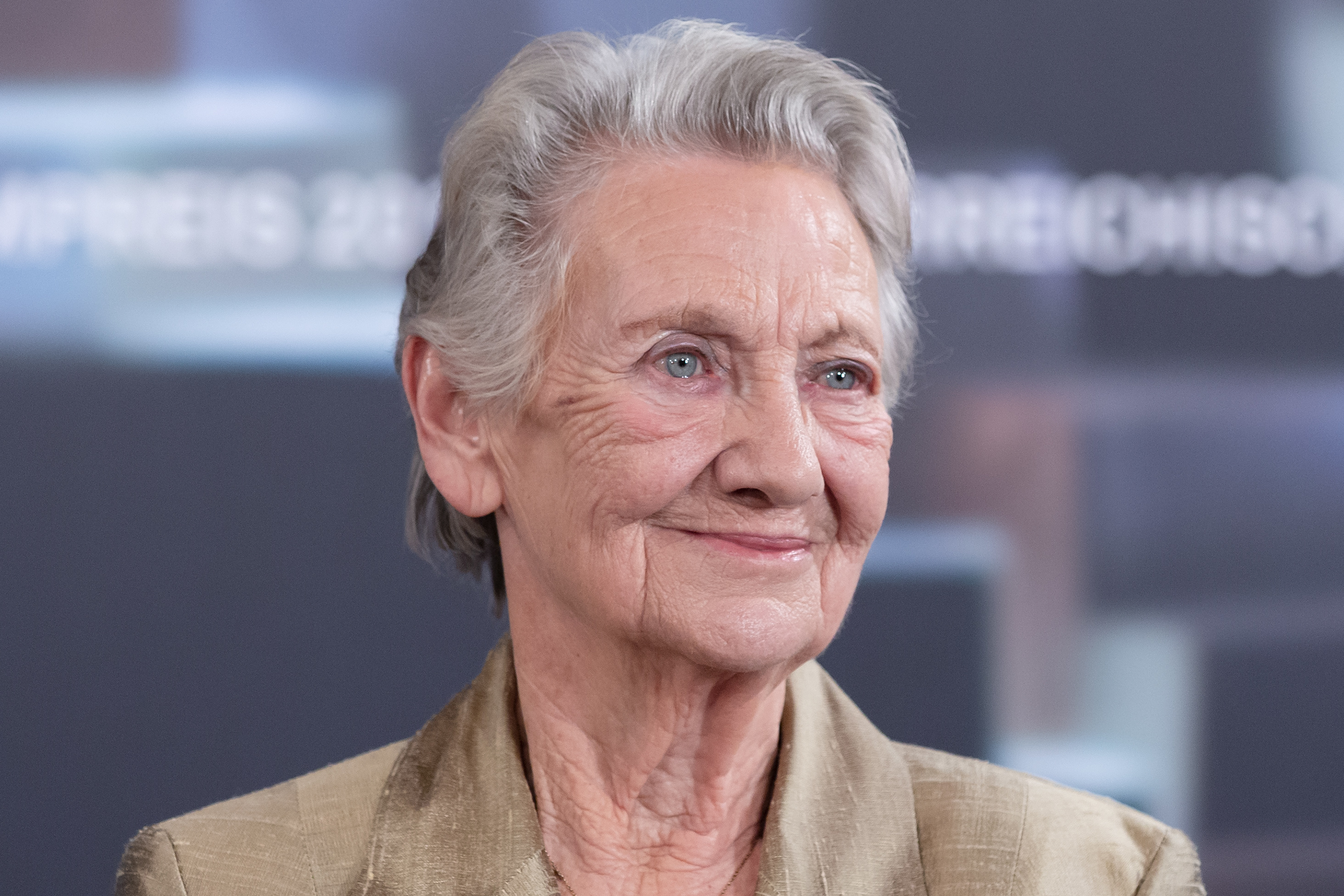
Ingrid Burkhard – Beste weibliche Darstellerin

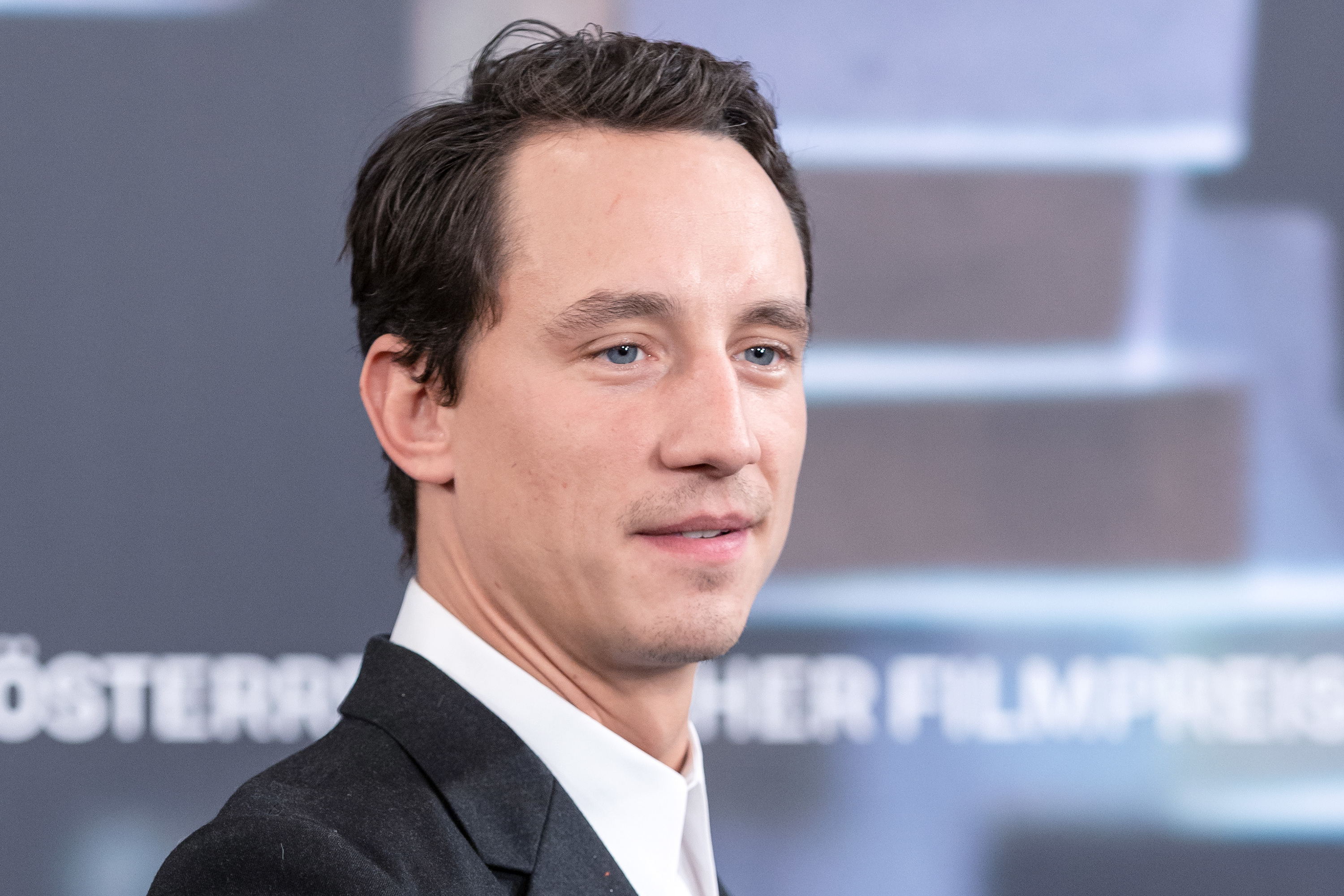
Laurence Rupp – Bester männlicher Darsteller

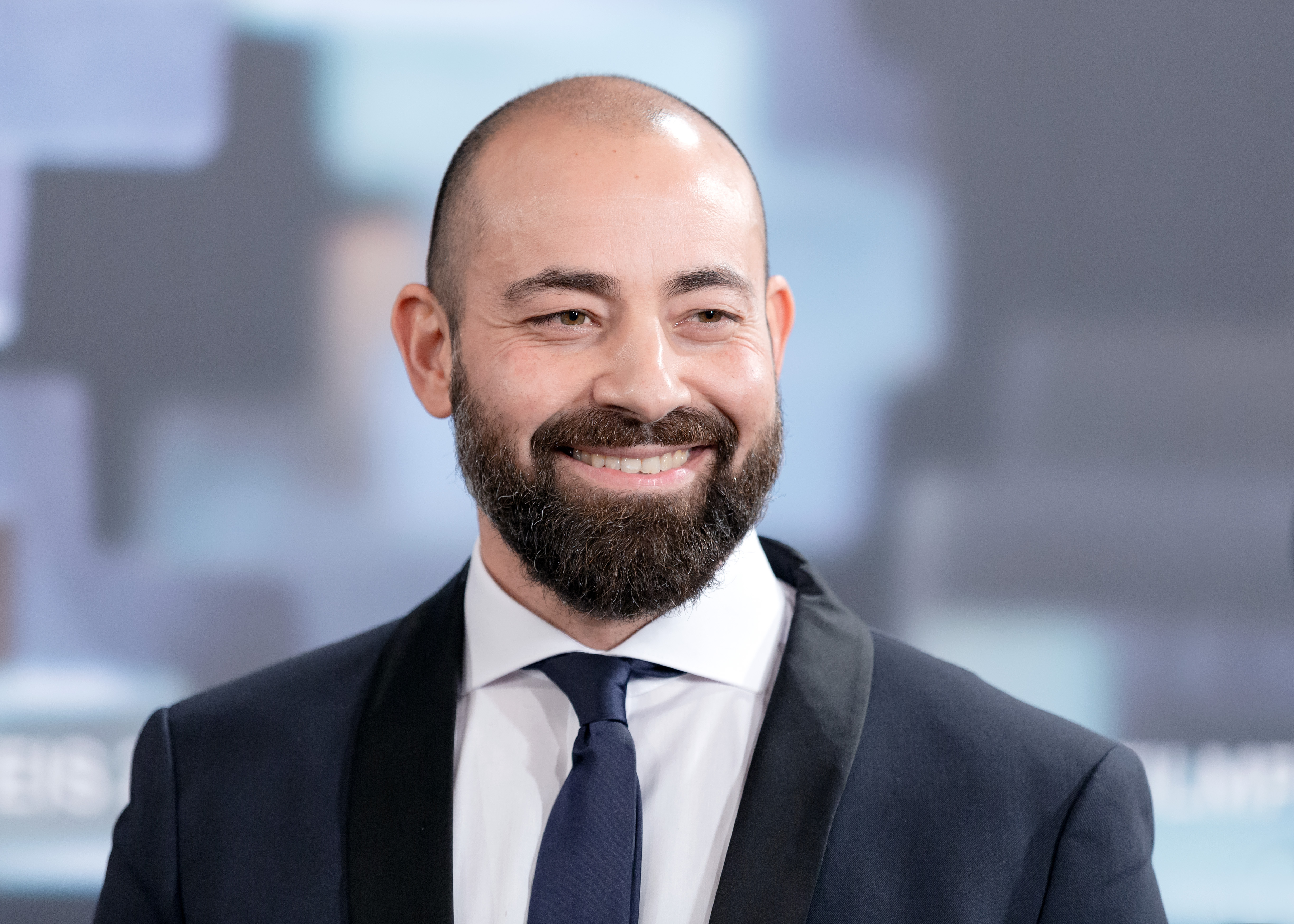
Anton Noori – Beste männliche Nebenrolle

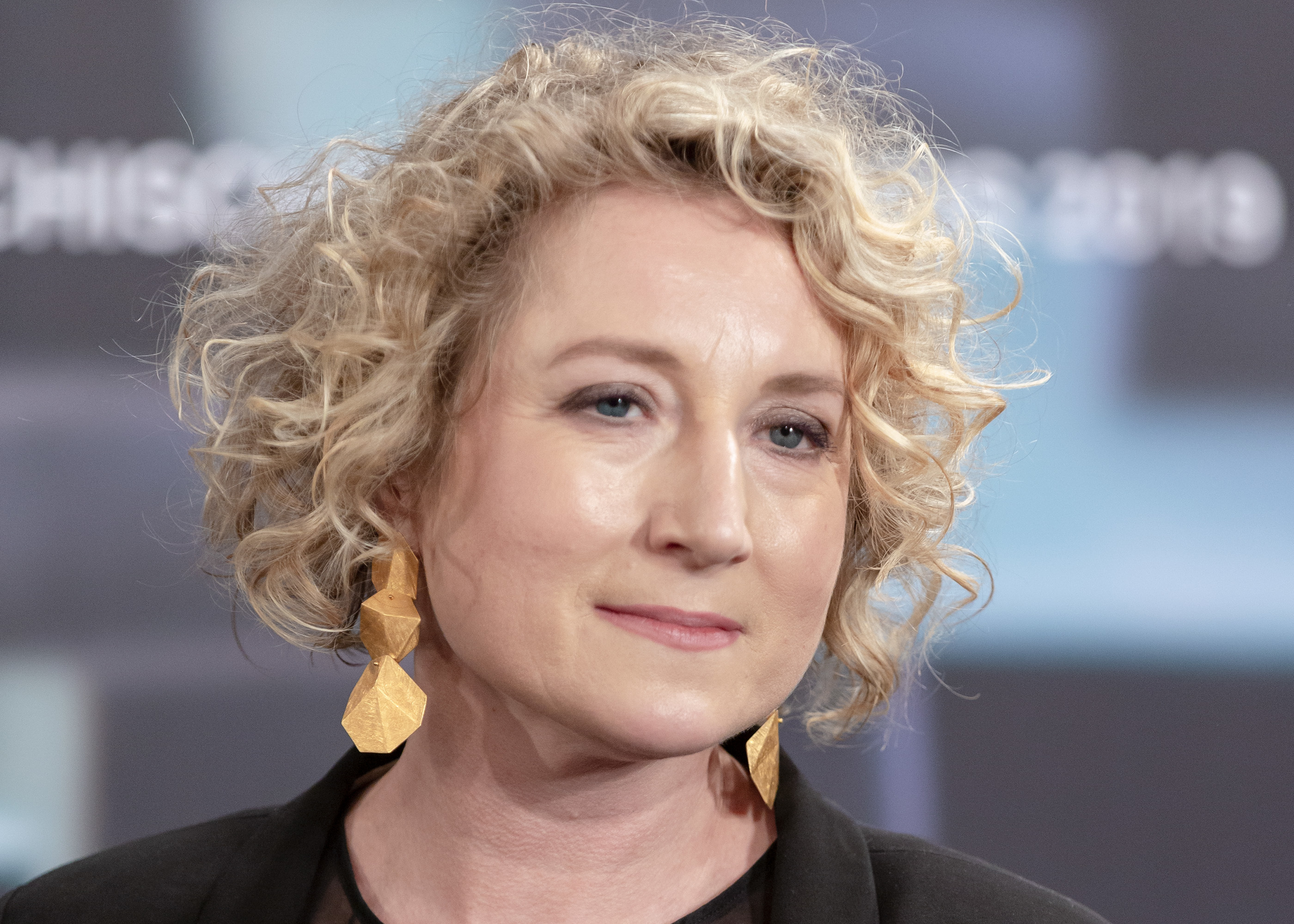
Tanja Hausner – Bestes Kostümbild

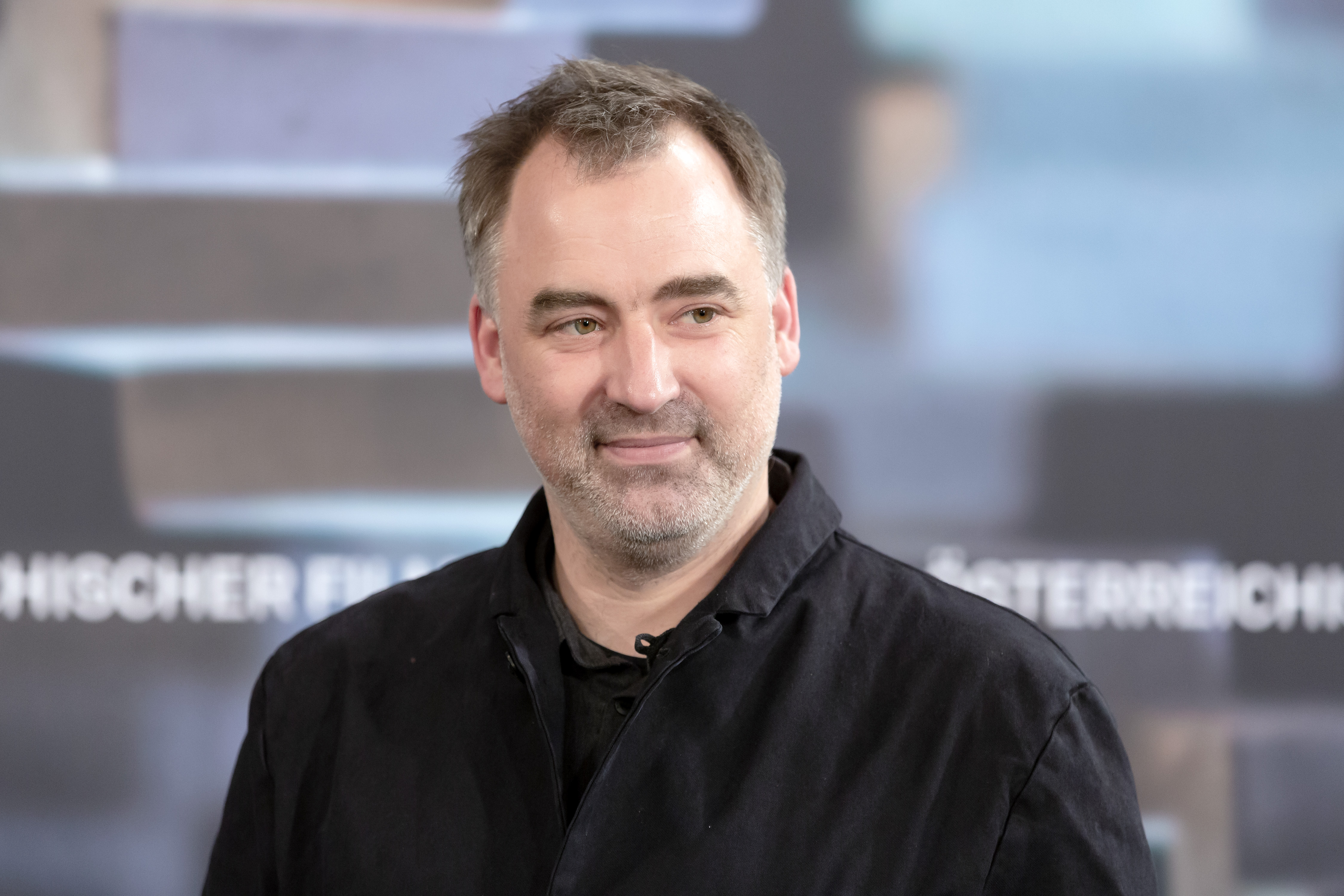
Bernhard Fleischmann – Beste Musik

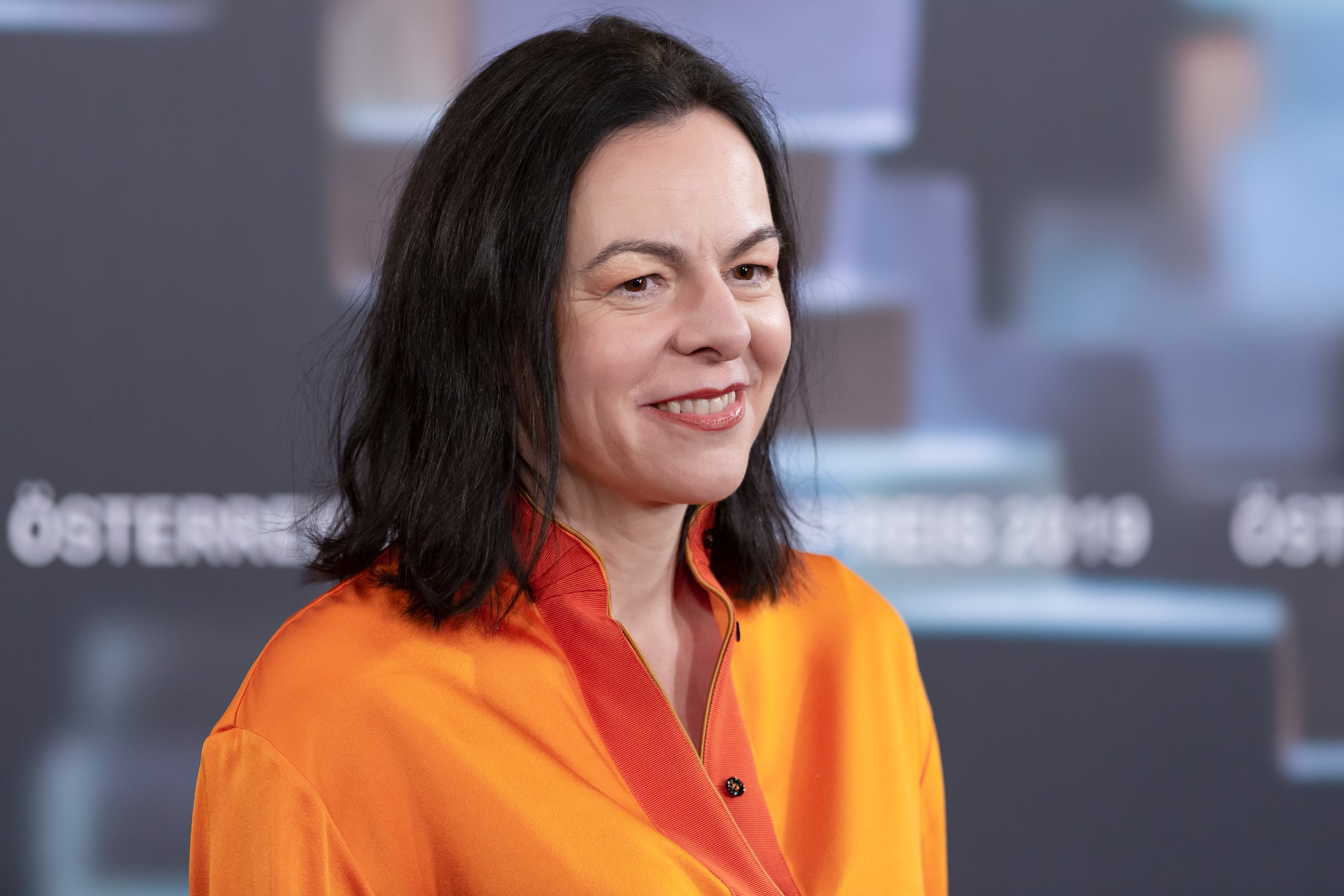
Monika Willi – Bester Schnitt

### Bester Spielfilm
- Murer – Anatomie eines Prozesses – Produktion Viktoria Salcher, Mathias Forberg, Paul Thiltges, Adrien Chef, Regie: Christian Frosch
  - Angelo – Produktion Alexander Glehr, Franz Novotny, Bady Minck, Alexander Dumreicher-Ivanceanu, Markus Schleinzer, Regie: Markus Schleinzer
  - L’Animale – Produktion Michael Kitzberger, Wolfgang Widerhofer, Flavio Marchetti, Nikolaus Geyrhalter, Markus Glaser, Michael Schindegger, Natalie Schwager, Katharina Mückstein, Regie: Katharina Mückstein

### Bester Dokumentarfilm
- Waldheims Walzer – Produktion und Regie: Ruth Beckermann
  - Bruder Jakob, schläfst du noch? – Produktion Ralph Wieser, David Bohun, Regie: Stefan Bohun
  - Was uns bindet – Produktion Ralph Wieser, Georg Misch, Regie: Ivette Löcker

### Bester Kurzfilm
- Entschuldigung, ich suche den Tischtennisraum und meine Freundin von Bernhard Wenger
  - Bester Mann von Florian Forsch
  - Virgin Woods / Zalesie von Julia Zborowska

### Beste weibliche Darstellerin
- Ingrid Burkhard für Die Einsiedler
  - Birgit Minichmayr für 3 Tage in Quiberon
  - Sophie Stockinger für L’Animale

### Bester männlicher Darsteller
- Laurence Rupp für Cops
  - Karl Fischer für Murer – Anatomie eines Prozesses
  - Markus Freistätter für Erik & Erika
  - Andreas Lust für Die Einsiedler

### Beste weibliche Nebenrolle
- Inge Maux für Murer – Anatomie eines Prozesses
  - Regina Fritsch für Der Trafikant
  - Maria Hofstätter für Cops

### Beste männliche Nebenrolle
- Anton Noori für Cops
  - Johannes Krisch für Der Trafikant
  - Gerhard Liebmann für Murer – Anatomie eines Prozesses

### Beste Regie
- Wolfgang Fischer für Styx
  - Christian Frosch für Murer – Anatomie eines Prozesses
  - Markus Schleinzer für Angelo

### Bestes Drehbuch
- Wolfgang Fischer, Ika Künzel für Styx
  - Christian Frosch für Murer – Anatomie eines Prozesses
  - Markus Schleinzer, Alexander Brom für Angelo

### Beste Kamera
- Klemens Hufnagl für Die Einsiedler
  - Gerald Kerkletz für Angelo
  - Christine A. Maier für Life Guidance
  - Michael Schindegger für L’Animale

### Bestes Kostümbild
- Tanja Hausner für Angelo
  - Caterina Czepek für Der Trafikant
  - Brigitta Fink für Erik & Erika
  - Alfred Mayerhofer für Murer – Anatomie eines Prozesses

### Beste Maske
- Anette Keiser für Angelo
  - Roman Braunhofer, Martha Ruess für Die letzte Party deines Lebens
  - Fredo Roeser für Murer – Anatomie eines Prozesses

### Beste Musik
- Bernhard Fleischmann  für L’Animale
  - Wolfgang Frisch, Markus Kienzl für Cops
  - Matthias Weber für Der Trafikant

### Bester Schnitt
- Monika Willi für Styx
  - Nina Kusturica für Ciao Chérie
  - Alarich Lenz, Daniel Prochaska für Die letzte Party deines Lebens
  - Natalie Schwager für L’Animale

### Bestes Szenenbild
- Andreas Sobotka und Martin Reiter für Angelo
  - Alexandra Maringer für Hilfe, ich hab meine Eltern geschrumpft
  - Renate Martin und Andreas Donhauser für Life Guidance
  - Johannes Salat und Pia Jaros für Die letzte Party deines Lebens

### Beste Tongestaltung
- Originalton: Claus Benischke-Lang, Sounddesign: Thomas Pötz, Sebastian Watzinger, Mischung: Thomas Pötz für Cops
  - Originalton: Hjalti Bager-Jonathansson, Sounddesign: Hjalti Bager-Jonathansson, Karim Weth, Mischung: Alexander Koller für L’Animale
  - Originalton: Heinz Karl Ebner, Sounddesign: Nils Kirchhoff, Karim Weth, Mischung: Alexander Koller für Life Guidance